# Sulaymaniden
Die Sulaymaniden waren eine Dynastie von Scherifen aus der Linie al-Ḥasans, deren Machtzentrum in Ḥarāḑ in der nördlichen Tihama im heutigen Saudi-Arabien lag und in den Jemen gelangte. Die Epoche ihres Wirkens ist in zeitlicher Hinsicht nicht gesichert. Es wird vermutet, dass sie zwischen ca. 1069–1173 lag, überschnitten von den fatimidentreuen Dynastien der Sulaihiden und Zurayiden sowie der arabischen Dynastie der hamdanidischen Sultane und der Mahdiden.
Man weiß wenig über diese Dynastie. Sicher ist allerdings, dass sie eine gewisse Herrschaft in der nördlichen (jemenitischen) Tihama ausübten und in die Angelegenheiten der schwarzafrikanischen Sklaven-Dynastie der Nadschahiden verwickelt waren. Es wird ein tributpflichtiges Unterordnungsverhältnis zu diesen vermutet (Vasallentum). 
Die sulaymānische Armee erlitt unter Wahhās bin Ghānim eine vernichtende Niederlage gegen den Mahididen-Herrscher ʿAbd al-Nabī, der zeitgleich die Vorherrschaft der Nadschahiden in Zabīd und der südlichen Tihama beendete. Wahhās bin Ghānim fiel 1164. Sein Bruder Qāsim verbündete sich 1173 mit den Ayyubiden unter Tūrānshāh gegen die Nadschahiden, als Tūrānshāh im Jemen eintraf und das Land unterwarf. Die Herrschaft der Sulaymaniden wurde damit faktisch beendet. Ebenso endete die Herrschaft der Mahdiden und der Zurayiden, die den Ayubbiden weichen mussten.